# Ủy ban Quang học Quốc tế
Ủy ban Quang học Quốc tế hay Ủy ban Quốc tế về Quang học, viết tắt theo tiếng Anh là ICO (International Commission for Optics) là một tổ chức phi chính phủ quốc tế hoạt động trong lĩnh vực nghiên cứu quang học và ứng dụng của nó.
ICO thành lập năm 1947 , là thành viên liên kết khoa học của Hội đồng Khoa học Quốc tế (ISC), và của Hội đồng Quốc tế về Khoa học (ICSU) trước đây . ICO là thành viên ủy ban liên kết (Affiliated Commission) của Liên đoàn Quốc tế về Vật lý Thuần túy và Ứng dụng (IUPAP, International Union of Pure and Applied Physics).
Ban điều hành ICO đặt tại Institute d'Optique, Bordeaux  Pháp. Hiện nay ICO có 52 thành viên theo lãnh thổ và 6 thành viên hiệp hội quốc tế.

## Tổ chức
ICO có hai loại thành viên:
- Thành viên Ủy ban theo lãnh thổ, đại diện cho cộng đồng Quang học trong một khu vực địa lý được xác định.
- Hội viên quốc tế, đó là "hiệp hội học" mở cửa cho các thành viên cá nhân và hoạt động trong lĩnh vực Quang học ở cấp quốc tế, đặc biệt thông qua vai trò của họ như là người tổ chức các cuộc họp Quang học lớn.

## Hoạt động
ICO tổ chức và tài trợ của các hội nghị, các cuộc họp và các lớp học, trao giải thưởng cho các nhà khoa học có công trình xuất sắc trong quang học và lượng tử ánh sáng.
Đại hội (ICO Congresses) được tổ chức ba năm một kỳ, với các báo cáo khoa học, kinh doanh, công tác, đồng thời bầu ban điều hành.
| ICO-25 | 2020 |                  |                             |
| ICO-24 | 2017 | Nhật Bản         | Mrs. Roberta Ramponi        |
| ICO-23 | 2014 | Tây Ban Nha      | Yasuhiko Arakawa            |
| ICO-22 | 2011 | México           | Duncan T. Moore             |
| ICO-21 | 2008 | Úc               | Maria L. Calvo              |
| ICO-20 | 2005 | Trung Quốc       | Ari T. Friberg              |
| ICO-19 | 2002 | Ý                | René Dandliker              |
| ICO-18 | 1999 | Hoa Kỳ           | Arthur H. Guenther          |
| ICO-17 | 1996 | Hàn Quốc         | Toshimitsu Asakura          |
| ICO-16 | 1993 | Hungary          | Anna Consortini             |
| ICO-15 | 1990 | Tây Đức          | Christopher Dainty          |
| ICO-14 | 1987 | Canada           | Joseph W. Goodman           |
| ICO-13 | 1984 | Nhật Bản         | Serge Lowenthal             |
| ICO-12 | 1981 | Áo               | Jumpei Tsujiuchi            |
| ICO-11 | 1978 | Tây Ban Nha      | Adolf W. Lohmann            |
| ICO-10 | 1975 | Tiệp Khắc        | Kenneth M. Baird            |
| ICO-9  | 1972 | Hoa Kỳ           | William H. Steel            |
| ICO-8  | 1969 | Anh Quốc         | Harold H. Hopkins           |
| ICO-7  | 1966 | Pháp             | Giuliano Toraldo di Francia |
| ICO-6  | 1962 | Tây Đức          | André Maréchal              |
| ICO-5  | 1959 | Thụy Điển        | Erik Ingelstam              |
| ICO-4  | 1956 | Hoa Kỳ           | S. S. Ballard               |
| ICO-3  | 1953 | Tây Ban Nha      | Abraham C. S. van Heel      |
| ICO-2  | 1950 | Anh Quốc         | Abraham C. S. van Heel      |
| ICO-1  | 1948 | Hà Lan           | Thomas Smith                |
| Prep.  | 1947 | Tiệp Khắc & Pháp | Tiệp Khắc & Pháp            |

## Xuất bản
ICO có các Xuất bản:
- Chương trình Giảng viên Du hành (Traveling Lecturer Program)
- Bản tin ICO công bố hàng quý
- Các loạt sách về xu hướng quốc tế trong quang học, ba năm một lần
- e-Publications
- Báo cáo định kỳ ba năm tại Đại hội